# Ita Ever

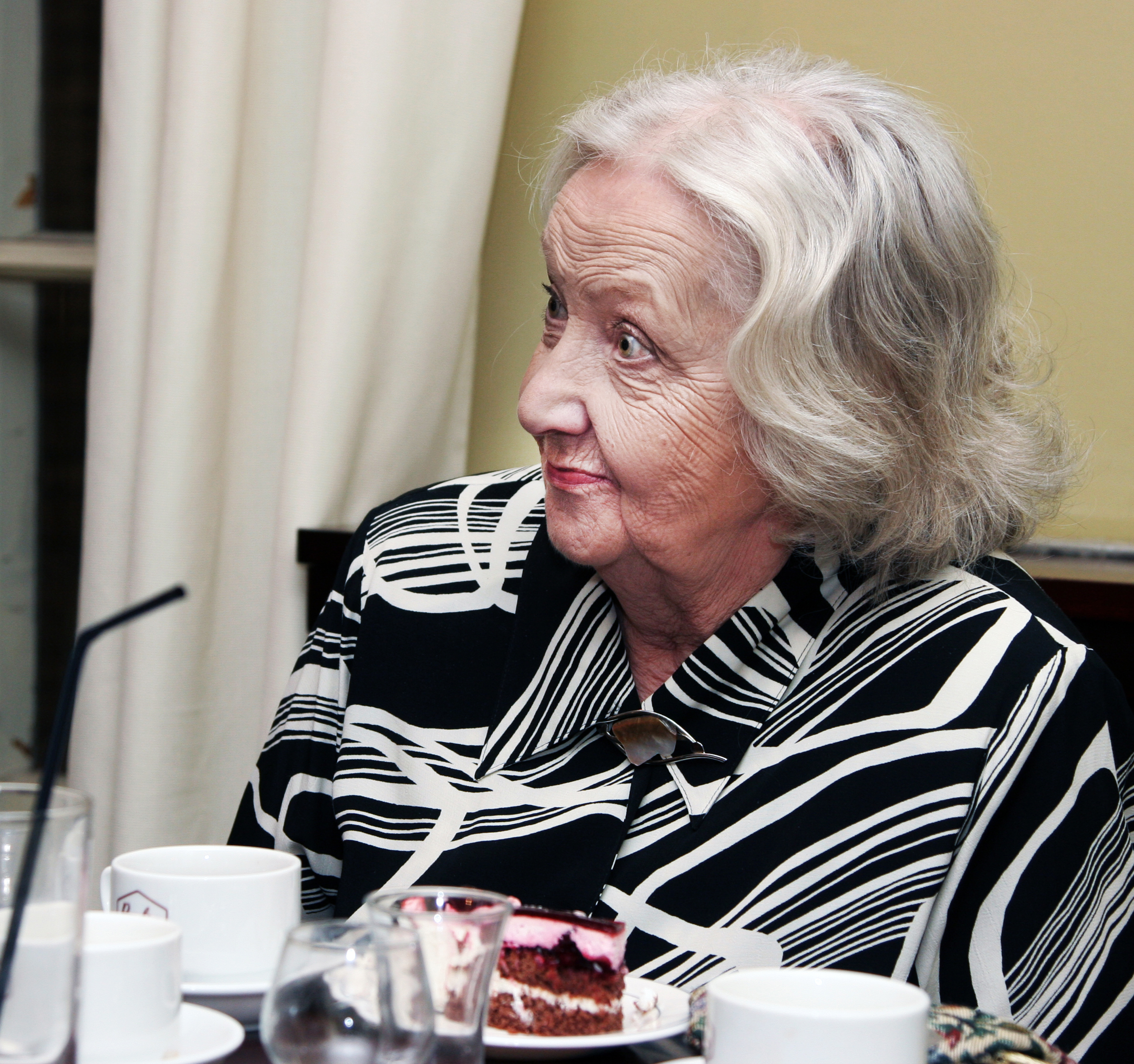
Ita Ever (2007)

Ilse „Ita“ Ever (* 1. April 1931 in Paide; † 9. August 2023) war eine estnische Schauspielerin.

## Leben und Bühne
Ita Ever wurde als einziges Kind einer kleinbürgerlichen Familie geboren. Der Vater Alfred war Este, die Mutter Nadeschda Russin. Ein Jahr nach der Geburt zog die Familie nach Võru, drei Jahre später in die estnische Hauptstadt Tallinn. Dort besuchte Ita Ever von 1939 bis 1950 die Schule. Von 1950 bis 1953 studierte Ita Ever am Staatlichen Institut für Theaterkunst (russisch Государственный институт театрального искусства) in der sowjetischen Hauptstadt Moskau. Ab 1953 war Ever als Schauspielerin am Tallinna Draamateater beschäftigt. Sie avancierte rasch zu einer der beliebtesten estnischen Charakterdarstellerinnen. Zu ihrem Erfolg trugen ab 1978 auch zahlreiche estnische und russische Kino- und Fernsehfilmproduktionen bei, in denen Ita Ever mitspielte. Sie stand bis ins hohe Alter auf der Bühne.
Ita Ever starb am 9. August 2023 im Alter von 92 Jahren.

## Auszeichnungen
Ita Ever hat für ihre schauspielerischen Leistungen zahlreiche Auszeichnungen erhalten. Unter anderem erhielt sie 1966 den Titel Verdiente Künstlerin der Estnischen SSR und 1973 die Auszeichnung Volkskünstlerin der Estnischen SSR. 1985 wurde ihr der Staatspreis der Estnischen SSR verliehen. 2001 verlieh ihr die Stiftung Estnische Volkskultur (Eesti Rahvuskultuuri Fond) den Preis für ihr Lebenswerk.

## Privatleben
1953 heiratete Ita Ever den Schauspieler Eino Baskin (1929–2015), der ebenfalls am Tallinna Draamateater beschäftigt war. Ein Jahr später wurde ihr Sohn, der spätere Schauspieler und Regisseur Roman Baskin (* 1954) geboren. Die Ehe ging zwei Jahre später in die Brüche und wurde 1959 geschieden. Ab 1960 lebte Ita Ever mit dem estnischen Schauspieler und Regisseur Gunnar Kilgas (1926–2005) zusammen.